# Trinity (Teksas)
Trinity je grad u okrugu Trinity, Teksas, Sjedinjene Američke Države. Prema popisu iz 2020. godine broj stanovnika je bio 2343.

## Povijest
Trinity je osnovan 1872. godine na zemljištu kupljenom od New York and Texas Land Company. Grad je bio željeznička postaja na Houstonskoj i Velikoj sjevernoj željeznici.
Grad je izvorno nazvan Trinity Station po rijeci Trinity. Ime grada kasnije je promijenjeno u Trinity City, pa u Trinity. Grad je osnovan 1910.

## Geografija
Prema Uredu za popis stanovništva Sjedinjenih Država, grad ima ukupnu površinu od 9,8 km2, sve je kopno.

## Stanovništvo
Rasni sastav Trinityja 2020.
(NH = ne-Hispanoamerikanci) 
| Rasa                                     | Broj  | Postotak |
| ---------------------------------------- | ----- | -------- |
| Bijelci (NH)                             | 1,136 | 48,48%   |
| Crnci ili Afroamerikanci (NH)            | 603   | 25,74%   |
| Indijanci ili starosjedioci Aljaske (NH) | 3     | 0,13%    |
| Azijati (NH)                             | 8     | 0,34%    |
| Neka druga rasa (NH)                     | 6     | 0,26%    |
| Mješoviti/višerasni (NH)                 | 72    | 3,07%    |
| Hispano ili Latino                       | 515   | 21,98%   |
| Ukupno                                   | 2,343 |          |

Prema popisu stanovništva SAD-a 2020., u gradu je živjelo 2343 ljudi, u 1134 kućanstava i 717 obitelji.
Prema popisu iz 2000. godine u gradu je živjelo 2721 osoba, u 1098 kućanstava i 703 obitelji. Gustoća naseljenosti bila je 278.1/km2. Bilo je 1.284 stambenih jedinica s prosječnom gustoćom od 131.2/km2. Rasni sastav grada bio je 57,18% bijelaca, 33,88% Afroamerikanaca, 0,40% Indijanaca, 0,48% Azijata, 6,76% pripadnika drugih rasa i 1,29% pripadnika dvije ili više rasa. Hispanjolci ili Latinoamerikanci bilo koje rase bili su 10,92% stanovništva.
Bilo je 1.098 kućanstava, od čega je 31,9% imalo djecu mlađu od 18 godina, 39,9% su bili bračni parovi koji su živjeli zajedno, 19,3% je imalo ženu bez muža, a 35,9% su bili neobitelji. 32,1% svih kućanstava činili su pojedinci, a 17,7% imalo je nekoga tko je imao 65 ili više godina i živi sam. Prosječna veličina kućanstva bila je 2,48, a prosječna veličina obitelji 3,12.
U gradu je stanovništvo bilo raznoliko, 28,4% mlađih od 18 godina, 9,6% od 18 do 24, 23,8% od 25 do 44, 22,0% od 45 do 64 i 16,2% od 65 godina ili stariji. Prosječna dob bila je 36 godina. Na svakih 100 žena bilo je 85,0 muškaraca. Na svakih 100 žena u dobi od 18 i više godina dolazio je 81,0 muškarac.
Prosječni prihod za kućanstvo u gradu bio je 24.474 dolara, a prosječni prihod za obitelj bio je 28.678 dolara. Muškarci su imali prosječni prihod od 24.470 dolara naspram 21.290 dolara za žene. Prihod po glavi stanovnika za grad bio je 14.320 dolara. Oko 15,2% obitelji i 24,9% stanovništva bilo je ispod granice siromaštva, uključujući 35,6% onih mlađih od 18 godina i 24,4% onih u dobi od 65 ili više godina.